# Vetulicolia
Vetulicolia é um filo extinto que engloba muitos fósseis do Cambriano. Esses fósseis sugerem que esses animais eram deuterostômios primitivos. O plano corporal consistia de duas partes, uma grande porção anterior com uma grande "boca" e dois conjuntos de cinco estruturas ovais em cada lado que foram interpretadas como sendo guelras (ou uma abertura próxima da faringe) e uma parte posterior com sete segmentos. A área onde as partes posterior e anterior se encontravam era estreitada. 
O filo Vetulicolia é definido por Shu, et al. como incluindo a família Didazoonidae, com os gêneros Didazoon e Xidazoon, a família Vetulicolidae, com os gêneros Pomatrum e Vetulicola, e o gênero Banffia. Os autores também propuseram que os vetulicolianos e yunnanozoanos podem ser aparentados.
Shu (2003) argumentou que os vetulicolianos provavelmente representam um ramo antigo e especializado dos deuterostômios, e que isso implica que a segmentação nos cefalocordados e vertebrados pode ser derivada de um ancestral comum dos protostômios e deuterostômios. Briggs et al. (2005) descreveram Skeemella do Cambriano Médio de Utah como tendo afinidade com os Vetulicolia, mas também como tendo características de artrópodes, confundindo assim a classificação dos Vetulicolia como  Deuterostômios. Dominguez e Jefferies argumentaram, baseados em análises morfológicas, que os Vetulicola são urocordados. A classificação taxonômica deste filo continua controversa.

## Classificação
Filo Vetulicolia Shu, Conway Morris, Han, Chen, Zhang, Zhang, Liu, Li e Liu, 2001

- - Classe/Ordem Vetulicolida Chen e Zhou, 1997
    - Família Vetulicolidae Hou e Bergström, 1997
      - Gênero Vetulicola Hou, 1987
        - Vetulicola rectangulata Luo e Hu, 1999
        - Vetulicola cuneata Hou, 1987
        - Vetulicola gangtoucunensis Luo, Fu e Hu, 2003
        - Vetulicola monile Aldridge, Hou, Siveter, Siberet e Gabbott, 2007

      - Gênero Pomatrum Luo e Hu, 1999
        - Pomatrum ventralis Luo e Hu, 1999

    - Família Beidazoonidae Shu, 2005
      - Gênero Beidazoon Shu, 2005
        - Beidazoon venustum Shu, 2005

    - Família Didazoonidae Shu e Han, 2001
      - Gênero Didazoon" Shu e Han, 2001
        - Didazoon haoae Shu e Han, 2001

      - Gênero Xidazoon Shu, Conway Morris e Zhang, 1999
        - Xidazoon stephanus Shu, Conway Morris e Zhang, 1999

  - Classe Banffozoa Caron 2006
    - Família Banffiidae Caron 2006
      - Gênero Banffia Walcott, 1911
        - Banffia constricta Walcott, 1911

  - Classe Heteromorphida Shu, 2005
    -       - Gênero Heteromorphus Luo e Hu 1999 
        - Heteromorphus longicaudatus Luo e Hu 1999 

      - "Forma A" (espécie não nominada) Shu, 2005

  - Incertae sedis
    - ?Ordem Yunnanozoa Dzik, 1995 sensu Shu, et al. 2003
      - Família Yunnanozoonidae Dzik, 1995
        - Gênero Yunnanozoon Chen, Dzik, Edgecombe, Ramsköld e Zhou, 1995
          - Yunnanozoon lividum Chen, Dzik, Edgecombe, Ramsköld e Zhou, 1995

        - Gênero Haikouella Chen, Huang e Li, 1999
          - Haikouella lanceolata Chen, Huang e Li, 1999
          - Haikouella jianshanensis Shu, Conway Morris, Zhang, Liu, Han, Chen, Zhang, Yasui e Li, 2003